# 野獣処刑人 ザ・ブロンソン
『野獣処刑人 ザ・ブロンソン』（原題：Death Kiss）は、2018年のアメリカ合衆国のアクション映画。往年の名俳優チャールズ・ブロンソンの「そっくりさん」であるハンガリー出身の新人俳優ロバート・ブロンジーが主演を務め、レネ・ペレスが監督・脚本・音楽・撮影・編集を務めている。

## ストーリー
人身売買や麻薬密売が横行し平和を失った町。その町に突如謎の男が現れた。男はKと名乗り、町に蔓延る悪党たちを次々と射殺していく。このKの自警活動を地元のラジオDJは称賛し、不甲斐ない警察に対し怒りの声をあげる。やがてKは、幼い少女を歩けない体にした麻薬組織のボスに戦いを挑んでいく。

## キャスト
※括弧内は日本語吹替
- K - ロバート・ブロンジー（大塚明夫）
- タイレル - リチャード・タイソン（北島善紀）
- アナ - エヴァ・ハミルトン（織部ゆかり）
- イザベル - レイア・ペレス（松本沙羅）
- タニア - ストーミー・マヤ
- ダン・フォースライト - ダニエル・ボールドウィン（松本保典）